# 中山芳一
中山 芳一（なかやま よしかず、1976年1月21日 - ）は、日本の教育者、著作家、学者。All HEROs合同会社代表社員、IPU環太平洋大学特命教授。教育活性家として教育及び保育現場の活性化に従事。岡山県岡山市出身。

## 人物
※出典
岡山県岡山市で生まれ、育った岡山県民。

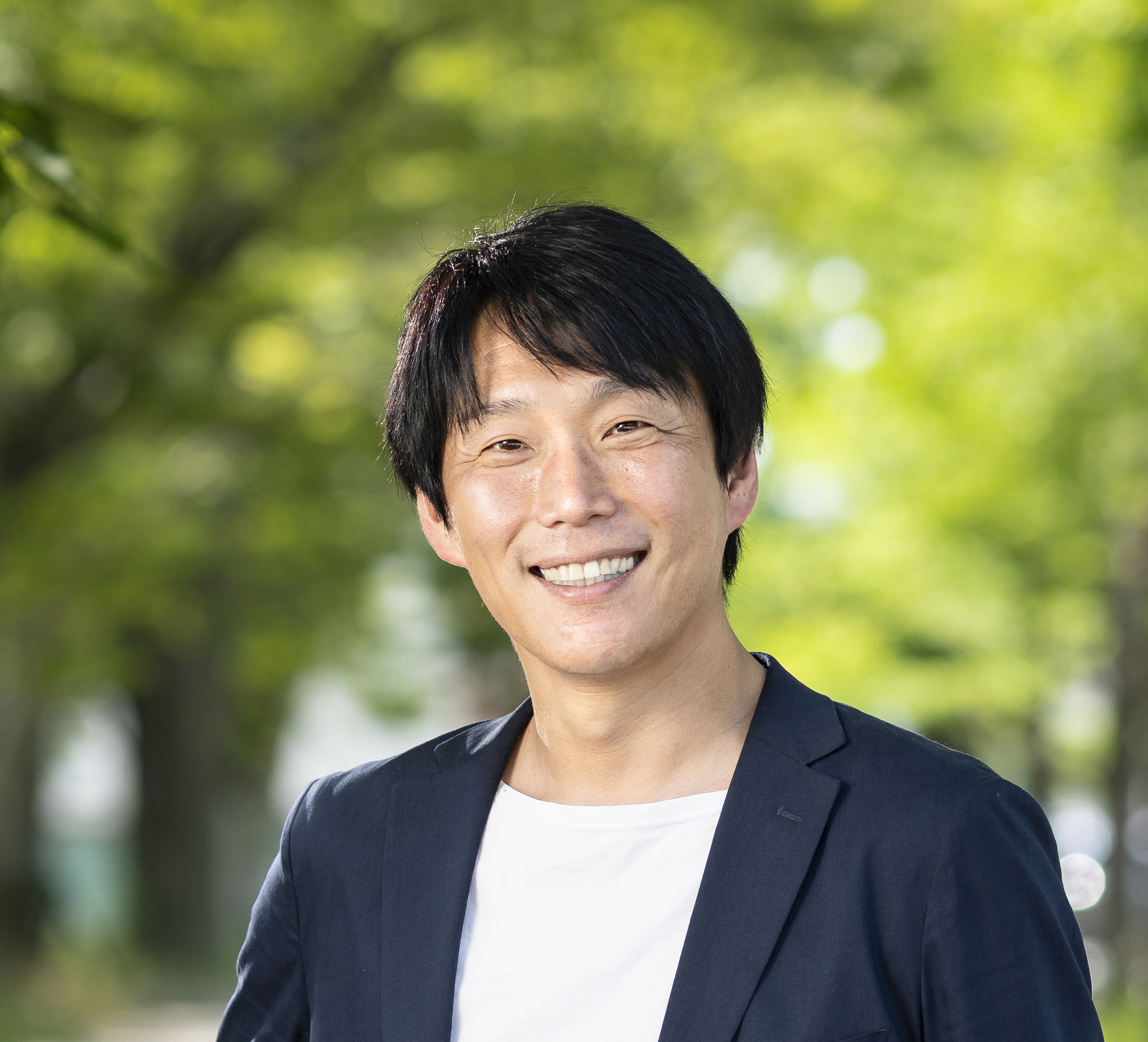

小学生の頃に感銘を受けた教師の影響により小学校教師を志し、岡山大学教育学部小学校教員養成課程へ入学。
岡山大学で初等教育の教員課程を学び、卒業のタイミングで学童保育と出会ったことから、小学校教員から学童保育指導員に進路を変更。その後、当時岡山県内に唯一の男性学童保育指導員として活躍した。
学童保育時代で指導員の待遇や環境に疑問を持ったことで学童保育の研究が将来的に必要性を感じ、岡山大学大学院教育学研究科への進学を決意後、教育方法学者への道を進む。
中国学園大学子ども学部研究員を経て、岡山大学の教員として学生たちのキャリア教育や正課外活動支援を担当する。
自身の研究生活の中、小学生の学童保育から大学生のキャリア教育に到るまで、共通して現代教育における非認知能力の育成が大切であると確信するようになり、非認知能力への研究を深める。
学童保育指導員時代の経験を踏まえた非認知能力に関する講演会や研修会は、学童保育にとどまらず幼児教育や学校教育など全国各地でその評価を高めている。また、非認知能力の啓蒙活動として執筆を多数おこなっている。
2024年8月末日をもって岡山大学を退職。以降は、自身が立ち上げたAll HEROs合同会社の代表者として、教育及び保育現場の活性化に注力。さらに、活動の場を拡げる中で、2024年時点で講演会や研修会の講師活動は、年間300件を超えるようになった。そして、2024年12月には全国すべての都道府県に講師として赴くことができた。

## 主な略歴
- All HEROs合同会社　代表[4]
- IPU環太平洋大学 特命教授
- 元・岡山大学教育推進機構 准教授
- 岡山県子ども子育て会議 会長
- 岡山県教育委員会 夢育アドバイザー
- 岡山県井原市人づくり事業アドバイザー
- 京都府教育振興プラン検討会議 委員
- 大阪府茨木市茨木っ子プラン アドバイザー
- 長野県長野市しなのきプランⅡ アドバイザー
- 文部科学省進路指導審査会 委員
- 岡山県岡山市社会教育委員会 会長
- 京都府長岡京市教育委員会 顧問
- 滋賀県栗東市教育委員会 アドバイザー
- 埼玉県所沢市教育委員会 アドバイザー
- 埼玉県三芳町教育委員会 アドバイザー
- （特非）日本放課後児童指導員協会 理事長
- （一社）子ども學びデザイン研究所 所長
- （一社）教育ソリューション研究協議会 アドバイザー

## 主な活動

### 大学生のキャリア教育・正課外活動
2010年度より岡山大学教育推進機構の教員として在職。
そこで、すべての1年生が必修で受講する初年次キャリア教育科目「キャリア形成基礎講座」の主担当教員を務める。
ほかにも、より実践的なキャリア教育科目となる「キャリアデザイン」も担当。
特に、「コミュニケーション力に磨きをかける」という授業科目では、2013年には岡山大学学生・教職員教育改善専門委員会によるベストレクチャー賞も受賞した。
さらに、岡山大学の正課外活動を支援する主担当教員として、学内の校友会クラブの団体や学生の自主的なPBL団体でもある岡プロ！などを支え続けてきた。

### 幼児教育・学校教育現場
学力テストなどの客観的な点数では評価・測定できない能力として総称される「非認知能力」に関して、47都道府県での研修や講演を行った。
地元の岡山県教育委員会「夢育」アドバイザーをはじめ、他県においてはアドバイザーや顧問を務める京都府や大阪府などの17都府県では、継続的に各学校園との連携を進めている。
その取り組みから2023年には『教師のための「非認知能力」の育て方』を刊行し、文部科学省における研修へ招聘を受け、随所で高い評価を得た。
さらに、今後の教育現場の動向に対して強い問題意識を抱いていることから、大学教員の枠を超えて2023年にAll HEROs合同会社を設立。
教育現場に従事するすべての人たちがヒーローになってもらいたいという願いを込めて、代表社員としても活動を始めた。

### 学童保育などの放課後
約9年間の学童保育指導員の経験をベースに、学童保育指導員（放課後児童支援員）の専門性を研究する研究者になった。
現場の状況を熟知した上で研究者としての理論を構築していることもあり、各種研修会では常に高い評価を得ている。
特に、2015年度より始まった準国家資格ともいわれる「放課後児童支援員認定資格研修」に関しては、開始年度より全国各地で講師を務め続けている。
そのほかにも学童保育（放課後児童クラブ）については、日本初の民間による学童保育指導員固有の資格を作った（特非）日本放課後児童指導員協会の立ち上げや、岡山を代表する民間学童保育所AMI学童保育センターを運営する（一社）子ども學びデザイン研究所の立ち上げに全面的に携わってきた。
さらには、2023年に日本放課後学会の立ち上げにも携わっており、初代代表理事を務めることとなった。

### そのほか
保護者や一般の方々を対象とした子育てや人材育成の講演会講師も多数務めている。2023年4月に「こども基本法」が施行されたこともあり、「子どもの権利」と子育てを中心とした内容を踏まえて『「やってはいけない」子育て』を刊行した。
併せて、ニートや引きこもりになりがちな若者の方々を対象としたセミナーや民間企業の職員の方々を対象としたセミナーなども行っている。
TBSドラマ「御上先生」の教育監修担当も務める。
このように、求められるところがあればできるだけ自分から趣いて、そこの方々と一緒に課題解決をしていこうとするスタンスが高いことで評価を得ているようである。

## 著書

### 単著
- 『教師のための「非認知能力」の育て方』（2023年、明治図書）
- 『「やってはいけない」子育て―非認知能力を育む6歳からの接し方』（2023年、日本能率協会マネジメントセンター）
- 『家庭、学校、職場で生かせる！自分と相手の非認知能力を伸ばすコツ』（2020年、東京書籍）
- 『学力テストで測れない非認知能力が子どもを伸ばす』（2018年、東京書籍）
- 『新しい時代の学童保育実践』（2017年、かもがわ出版）
- 『コミュニケーション実践入門—コミュニケーション力に磨きをかける』（2015年、かもがわ出版）
- 『学童保育実践入門—かかわりとふり返りを深める』（2012年、かもがわ出版）

### 共著・監修
- 『サクッとわかるビジネス教養　非認知能力　オールカラー』（2025年、新星出版社）
- 『マンガでやさしくわかる非認知能力の伸ばし方 』（2024年、日本能率協会マネジメントセンター）
- 『認知能力×非認知能力を育てる数学授業＆教材１０のしかけ 』(2024年、明治図書)
- 『スウェーデンと日本発！　非認知能力を伸ばす実践アイデアブック』（2023年、東京書籍）
- 『学童保育指導員になる、ということ。』（2023年、かもがわ出版）
- 『ココロとカラダがぐんぐん育つ！3歳までのカンタンおうちあそびレシピ50』（2022年、日本能率協会マネジメントセンター）
- 『東大メンタル 「ドラゴン桜」に学ぶ やりたくないことでも結果を出す技術』共著（2021年、日経BP）
- 『大学生のための教科書』（2021年、東京書籍）
- 『非認知能力を伸ばすおうちモンテッソーリ77のメニュー』（2020年、東京書籍）
- 『しあわせな放課後の時間—デンマークとフィンランドの学童保育に学ぶ』（2013年、高文研）
- 『大学生のためのキャリアデザインー大学生をどう生きるか』（2013年、かもがわ出版）
- 『学童保育実践力を高める―記録の書き方・生かし方、実践検討会のすすめ方』（2009年、かもがわ出版）